# Capelito. El bolet màgic
Capelito. El bolet màgic és una sèrie televisiva dirigida al públic infantil, amb el format d'un programa d'animació de plastilina i stop motion (tècnica d'animació que consisteix a aparentar el moviment d'objectes estàtics per mitjà d'una sèrie d'imatges fixes successives), que reuneix diversos curtmetratges sense paraules al voltant d'un mateix personatge. Aquests curtmetratges formen una sèrie de capítols, d'uns cinc minuts de durada cadascun.

## Contingut i temàtica
En el petit món dels bolets, Capelito causa sensació gràcies al seu nas màgic, que li permet transformar el seu barret a voluntat. Aquest és el tema principal dels curts, que es combina sempre amb altres trames. Els curtmetratges versen sobre diversos temes com la natura, els fongs i el sentit de les coses que es fan en l'edat infantil.

## Premis i reconeixements
La sèrie infantil ha recollit diversos premis durant la seva distribució per diversos països. Entre aquests destaca el premi al millor programa pilot de sèrie al Festival Internacional de Cinema d'Animación d'Annecy rebut el 1999, o el Golden Gate for TV Narrative Short Form al Festival Internacional de Cinema de San Francisco del 2007.